# Untitled (Ophelia)
„Untitled (Ophelia)“ ist der Name eines Digital C-Prints des Fotografen Gregory Crewdson. Die Fotografie wurde als eines von 40 Werken der „Twilight Series“ (1998–2002) veröffentlicht und hat die Maße 127 cm × 152,4 cm. Die „Twilight Series“ ist von der nordamerikanischen Vorstadtkulisse geprägt und fokussiert sich auf den Raumeindruck und dessen atmosphärischen Effekt. Crewdsons Darstellung von Ophelia, die tot in einem überfluteten Wohnzimmer liegt, ist von dem gleichnamigen Gemälde John Everett Millais’ inspiriert.

## Bildbeschreibung
Die Szene spielt in einem mit Wasser überfluteten Wohnzimmer eines amerikanischen Vorstadthauses, in dem das Mobiliar wie Inseln herausragt. Durch die fehlende Bewegung und dementsprechende Stagnierung des Wassers wird eine Spiegelung der Gegenstände an der Wasseroberfläche hervorgerufen. Im Mittelpunkt befindet sich eine Frau, die reglos und bleich mit einem zur Decke gerichteten Blick auf der Wasseroberfläche liegt. Sie sticht durch ihre helle Kleidung und Haut aus der düsteren Umgebung heraus und wirkt durch die fehlende Bewegung nahezu statisch. Erst bei näherem Betrachten fallen die mannigfaltig vorhandenen Details wie z. B. die Tablettendose auf dem Wohnzimmertisch oder die Hausschuhe auf der sich im Hintergrund befindenden Treppe auf. Die naturalistische Darstellungsweise ist mit verfremdenden Elementen durchzogen, weshalb die Fotografie viele Fragen aufwirft.

## Inspiration

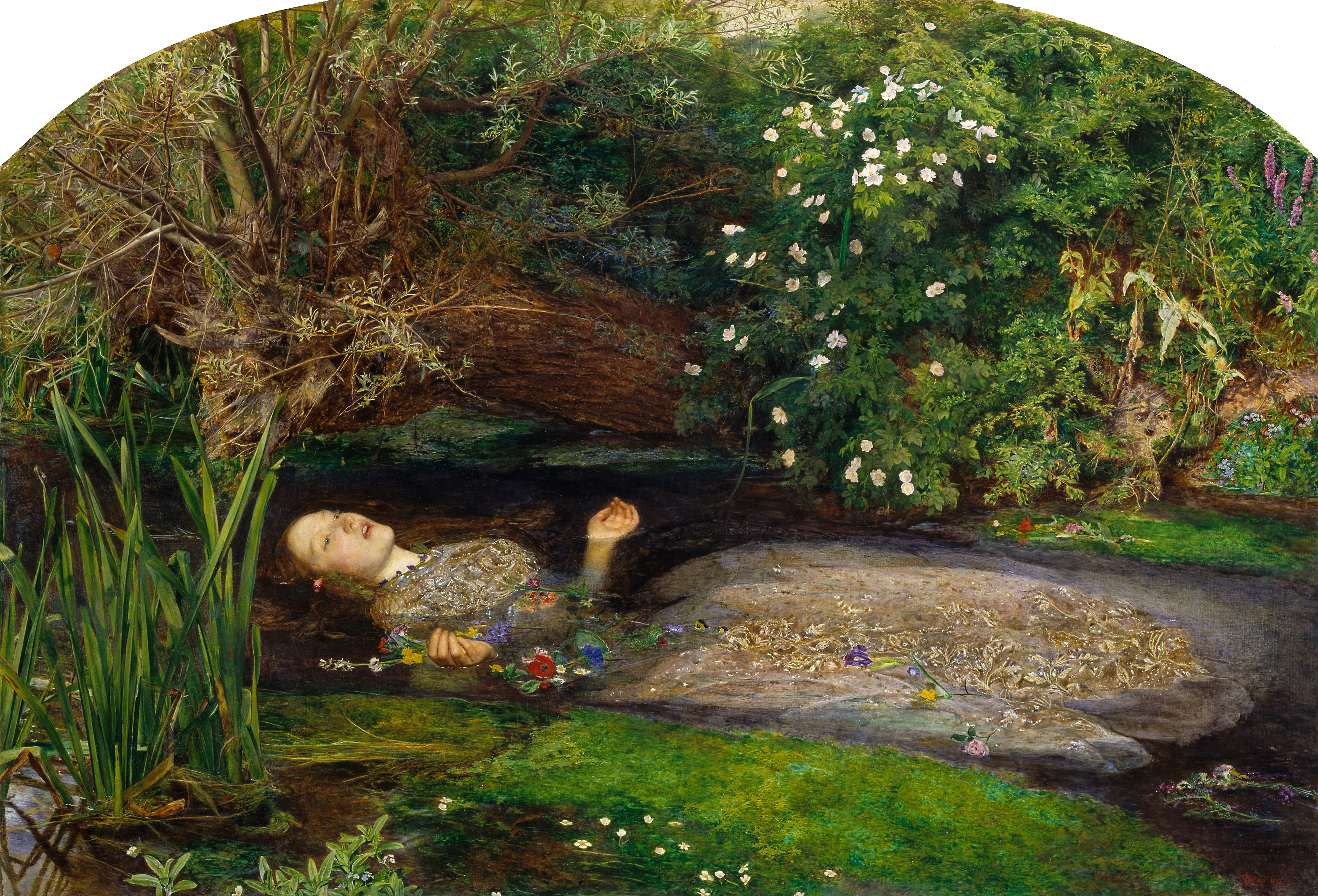
John Everett Millais: Ophelia (1852), Tate Britain, London

Die Fotografie basiert auf einer Szene aus Shakespeares Tragödie Hamlet und dem dazu nachempfundenen Gemälde Ophelia  aus dem Jahr 1852 von John Everett Millais. Millais stellt das fiktive Ereignis von Ophelias Tod in einem Fluss liegend dar, wobei im Nachhinein vor allem die genaue Darstellung der Naturlandschaft bewundert wurde. Vor allem die Blumen, in denen Ophelia schwimmt, erhalten in dem Gemälde einen hohen symbolischen Gehalt, da sie den Bezug zu den Liedern der Theaterszene herstellen. Crewdson baut den Bezug zur Tragödie durch die Blumentapete im Hintergrund ebenfalls auf. Weitere Einflussmöglichkeiten auf die Ideen und Gestaltungen seiner Fotografie hatte Crewdsons Vater, der als Psychiater zuhause arbeitete, wodurch Crewdson in seiner Jugend von den Therapiegesprächen mitbekommen haben soll. Die Verfremdung des normalen Wohnraums könnte darauf zurückgeführt werden und eine Anspielung auf Übermittlung der Gemütszustände darstellen.

## Lichtchoreografie
Die Lichtchoreografie ist ein aufwendiges Gestaltungsmittel mit hoher Bedeutung in Crewdsons Inszenierung, die über die Einfachheit einer einzelnen, definierten Lichtquelle hinausgeht. Er versuchte Vorteile für sich bzw. seine Darstellung aus dem Licht zu schaffen, indem er die Quelle des Lichts nahezu unbestimmbar macht. Es befinden sich zum einen zwei Lampen im Raum, von denen die linke am Treppengeländer auf den ersten Blick ausgeschaltet zu sein scheint, durch die Wasserspiegelung aber deutlich wird, dass sie angeschaltet ist. Darüber hinaus scheinen die Vorhänge der Fenster ebenfalls Licht durchzulassen, was zur Unklarheit darüber führt, ob das sanfte Licht der Morgen- oder Abenddämmerung angehört oder nur schlechte Wetterverhältnisse für den geringeren Lichteinfall sorgen. Trotz der eher dunklen Raumgestaltung sticht Ophelia deutlich hervor, da es durch die Lichtchoreografie so scheint, als würde sie punktuell angestrahlt und dabei das Licht gleichzeitig reflektieren. Durch die verschiedenen und uneindeutigen Lichtquellen wirkt die „wirkliche“ Fotografie wie ein Traum. Das Licht vermittelt dementsprechend zwischen der Fiktion und dem Traum, der wie Wirklichkeit scheint sowie der Realität, die wie ein Traum scheint, wodurch eine surreale Umkehrung entsteht. Darüber hinaus sind alle drei Formen der Symbolik des Lichtes wiederzufinden. Sowohl die Vertretungssymbolik des Lichtes in der Spiegelung des Wassers als auch die Transparenzsymbolik beim durchscheinenden Licht der Fenster und die Realsymbolik, die bei Ophelia wiederzufinden ist, um sie hervorzuheben. Die Surrealität und Unerklärbarkeit der Szene wird durch das Lichtkonzept verstärkt sowie für den menschlichen Verstand unverständlich gemacht, da eine metaphysische Ebene erreicht wird. Außerdem ermöglicht die Stagnation des Lichtes, die Fotografie wie einen isoliert zu betrachtenden Ausschnitt eines Filmes wirken zu lassen.

## Entstehung und Referenzen
Crewdson arbeitete mit einer großen, professionellen Crew in einem Filmstudio, um das Foto am Ende mit einer Großformatkamera aufzunehmen, was ihn selbst zum Direktor des Werkes macht. Die ursprüngliche Idee des Bildes ist intuitiv aus einer alltäglichen Situation Crewdsons entstanden, die Planung des Aufbaus bis zur endgültigen Aufstellung ist aber sehr genau. Der Endfassung der Fotografie geht eine lange Zeit mit aufwendiger, detailversessener Kleinstarbeit im Bereich des digitales Malens voraus. Auch der symbolische Wert der einzelnen Bildbestandteile spielt eine große Rolle in Crewdsons Erarbeitungsphase, sodass einige Elemente sich schwer einordnen lassen und dadurch massiv herausstechen. Es entstehen Unklarheiten beim Betrachter, die für Fragen sorgen, wie zum Beispiel das Wasser im Wohnzimmer. Hier kommt beispielsweise die Frage auf, woher das Wasser überhaupt kommt und warum es nicht abfließt oder ähnliches. Durch die detaillierte Planung ist es ihm möglich geworden, die Intensität des Moments als zentrale Herausforderung anzunehmen. In dieser Art der Darstellung lassen sich Parallelen zu Hitchcocks Film Vertigo aufstellen: Hitchcock sprach der Farb- und Bildgestaltung eine bedeutende Rolle zu, um visuelle Verbindungen zu erstellen, die ebenfalls für eine Mischung aus Traum und Wirklichkeit beim Betrachter sorgen, wie es bei Ophelia der Fall ist. Eine weitere Referenz hinsichtlich der Surrealität kann zu David Lynchs Spielfilm Blue Velvet gezogen werden, der ebenfalls mit der Farbgebung und Symboliken operiert.

## Intention des Künstlers
Gregory Crewdson versuchte die Welt so wiederzugeben, wie sie ist, weshalb er alltägliche Gegenstände und Kulissen, wie das möblierte Wohnzimmer wählte. Durch die Fotografie wurde es aber möglich, das Scheinbare zu manipulieren und die Situation erschwert in Raum oder Zeit einzuordnen, was vor allem durch die Lichtchoreografie erkennbar wird. Die uneindeutige Lichtquelle und die damit einhergehende Surrealität bringen den Betrachter zum tieferen Nachdenken über die Geschehnisse des Bildes. Zudem findet eine Entfremdung der eigentlich alltäglichen Wohnzimmerumgebung statt, die bei immer längerer Betrachtung verwirrend und irreal erscheint. Deshalb und wegen der detailreichen Gestaltung ist es kaum möglich eine klare Aussage über die Situation Ophelias zu treffen und erlaubt nur Spekulationen über die teilweise unheimliche Situation. Im Endeffekt wird durch die Fotografie mehr verborgen als enthüllt, wodurch deutlich wird, dass Crewdson die Welt aus seiner Sicht darstellt und Emotionen und Ängste mit einfließen lässt, die aber trotzdem gesellschaftliche Relevanz besitzen. Denn eine seiner größten Ängste lag in der Realität selbst. Da es aber um seine eigene Angst geht, hat das Bild keinen gesellschaftskritischen Ansatz, sondern soll schlichtweg zufällig wirken und zum Nachdenken anregen. Bei Ophelia wird dies durch die ungeklärte Todesursache deutlich: Sie könnte z. B. die Treppe heruntergefallen sein oder aber welche von den Tabletten geschluckt haben, was zum Tod führte.

## Rezeption
Ophelia war Bestandteil einer Wanderausstellung über Crewdson im deutschsprachigen Raum im Kunstverein Hannover 2005 sowie 2006 in Krefelds Haus Lange, Haus Esters, im Fotomuseum Winterthur und in der Landesgalerie Linz. Eine Rezension in der Frankfurter Allgemeinen Zeitung resümierte: Die Twilight Series (1998–2002) sind die bislang berühmtesten Fotografien des Künstlers. „Als ‚gerahmte Filme‘ im Geiste eines David Lynch möchte Crewdson diese Aufnahmen verstanden wissen, als angedeutete Geschichten, die ihren – meist schauerlichen – Fortgang allein im Kopf des Zuschauers finden.“
Die Fotografie Ophelia ruft tendenziell negative Gefühle beim Betrachter hervor. Viele verbinden mit dem Bild zwar eine zeitgenössische Darstellung, die aber furchterregend ist. Die Szenerie wirkt für sie wie ein Zwischenraum aus Himmel und Hölle. Die Uneindeutigkeit über Ophelias Zustand sorgt für Verwirrung, die in Einsamkeit und depressiven Gefühlen mündet. Ophelia selbst dient als Identifikation, wodurch die scheinbare innere Gebrochenheit auf den Betrachter übertragen wird. Obwohl die Fotografie eher negative Gefühle und Assoziationen beim Betrachter hervorruft, behält es durch die interessante und aufwendige Gestaltung an Aufmerksamkeit und Wertschätzung, die durch die Unerklärbarkeit zusätzlich unterstützt wird.
Crewdsons Untitled (Ophelia) ist das Coverfoto des Bildbandes Twilight von Rick Moody sowie von Johanna Druckers illustriertem Buch Sweet Dreams. Contemporary Art and Complicity, in dem sie das Foto auch ausführlich beschreibt, und Deanne Williams’ Essay-Sammlung The Afterlife of Ophelia.